# Night of the Zoopocalypse
Night of the Zoopocalypse è un film d'animazione canadense-belgo-francese del 2024 diretto da Rodrigo Perez-Castro e Ricardo Curtis, prodotto da Copperheart Entertainment
La pellicola è l'adattamento cinematografico del racconto breve ZOOmbies di Clive Barker.

## Trama
Quando un meteorite si schianta contro lo zoo di Colepepper, rilascia un virus che trasforma gli animali infetti in zombi sbavanti. I pochi rimasti illesi devono unirsi per sfuggire al virus, trovare una cura e, soprattutto, sconfiggere un coniglio, una folle bestia mutante che vuole diffondere il virus oltre lo zoo, raggiungendo gli animali di tutto il mondo. La giovane lupa Gracie fa squadra con il leone di montagna Dan per trovare e avvertire il suo branco; Xavier, il vari rosso ossessionato dai film; Frida, il focoso capibara; lo struzzo Ash e l'inaffidabile nasica Felix compongono il resto del litigioso gruppo.

## Promozione
Il primo trailer del film è stato diffuso il 21 novembre 2024

## Distribuzione
È pubblicato negli Stati Uniti e in Canada da Viva Pictures e Elevation Pictures il 7 marzo 2025